# Air Force
Air Force és una pel·lícula, de 1943, dirigida per Howard Hawks. Relata la història de la tripulació del Boeing B-17 Flying Fortress Mary'Ann, al principi de la guerra del Pacífic de la Segona Guerra Mundial.
Estrenada durant la guerra, és una de les primeres pel·lícules patriòtiques destinades a sostenir l'esforç de la guerra, en el límit del film de propaganda.

## Argument
La pel·lícula, basada en un fet real, comença amb el transport de Califòrnia a Hawaii del Mary-Ann, un avió bombarder pesant B17 sense armament. Quan arriba a la base de l'exèrcit americà de Hickam Field, el 7 de desembre del 1941, es produeix l'atac sobre Pearl Harbor per part de l'exèrcit japonès.
Els operadors de radar americans varen detectat els avions japonesos, però cregueren que era el B17 esperat.
L'esquadrilla de B17, aquesta vegada armada, segueix cap a les bases de l'illa de Wake; i —sobre la base de Clark Field, prop de Manila, a les Filipines—, durant els atacs dels japonesos i algunes hores abans que se n'apoderin. És l'ocasió de mostrar els soldats americans valents i determinats, encara que sabent que la seva situació és sense esperança.

## Repartiment
- John Ridgely: pilot
- Gig Young: copilot
- Arthur Kennedy: bombarder
- Charles Drake: navegador
- Harry Carey: cap d'equipatge
- George Tobias: ajudant de cap d'equipatge
- Ward Wood: operador de ràdio
- Ray Montgomery: ajudant d'operador de ràdio
- John Garfield: metrallador
- James Brown: pilot de caça, passatger del B17
- Stanley Ridges: Major Mallory de Clark Field
- Willard Robertson: coronel a Hickam Field
- Moroni Olsen: Coronel Blake, oficial comandant a Manila
- Edward Brophy: sergent dels Marines J.J. Callahan
- Richard Lane: Major W.G. Roberts
- Bill Crago: pilot P.T. Moran a Manila
- Faye Emerson: Susan McMartin, la germana de Tommy
- Addison Richards: Major Daniels
- James Flavin: Major A.M. Bagley

## Producció
El rodatge es va desenvolupar en un curt període, del 18/6 al 26/10/1942.
Els avions que apareixen són:
- Deu Boeing B-17C/D de la base d'Hendrick Field, Sebring, Florida.
- Caces Bell P-39 Airacobras Curtiss P-40 Warhawks de la base de Drew Field.
- Caces North American T-6 Texan i Republic P-43 Lancers de la base de Drew Field, pintats com a caces japonesos. En efecte, ja no queda cap caça japonès d'època.
- Sis Martin B-26 Marauder de la base de McDill Field, Tampa, Florida, pintats com a bombarders japonesos.

El Mary-Ann es va perdre, poc després del final del rodatge.

## Precisions històriques
Per raons patriòtiques, la pel·lícula implica escenes de propaganda antijaponesa. Mostra franctiradors japonesos durant l'atac de Pearl Harbor, així com camions civils llançats contra els avions americans aparcats. Ara bé, les investigacions ulteriors van demostrar que no hi va haver cap sabotatge ni atac causat per civils d'origen japonès.

## Comentari

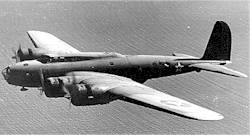
Un B17C del tipus dels del film

En la seva preocupació per la propaganda, la pel·lícula ensenya, en la seva última part, una esquadra heteròclita d'avions americans que massacra una flota japonesa, incloent-hi grans edificis i portaavions.
Aquest atac és irreal, ja que posa en obra a la vegada B17, dels caces —ineficaços contra vaixells de línia— i torpediners.
És una visió molt ampliada de la batalla del mar de Coral, però en la realitat només els atacs pels avions embarcats han estat eficaços. En la batalla de Midway, un atac per una esquadrilla de B17 va ser infructuosa. Els B17 han estat eficaços sobretot contra objectius de terra.
Les batalles navals han estat filmades amb maquetes de grans dimensions. Alguns trossos d'actualitat són inserits. Sobretot una seqüència molt cèlebre d'un vaixell de línia que bolca i del qual es veuen membres de tripulació córrer sobre el buc invertit. Però es tracta, de fet, del cuirassat austrohongarès SMS Szent István, torpedinat pels italians davant Premuda el 10/6/1918.
Nombroses seqüències a terra o l'aire ensenyen una esquadrilla de B17C. Són recognoscibles perquè tenen la cua més fina que la dels models ulteriors F i G.
Els aterratges o enlairaments sobre les bases incendiades o durant un atac japonès són realitzats amb una maqueta de B17.
En canvi, cap al final de la pel·lícula, es veu una seqüència real d'amaratge d'un B17.

## Rebuda
La crítica i el públic han apreciat aquesta pel·lícula que feia eco de la traïdoria de l'atac de Pearl Harbor. Avui dia, l'aspecte de propaganda hi apareix clarament.
Era una de les primeres grans pel·lícules de Howard Hawks. La pel·lícula ha estat un dels seus millors èxits comercials de 1943.
George Amy ha guanyat per aquesta pel·lícula l'Oscar del millor muntatge 1944. La pel·lícula també havia rebut diverses nominacions.